# Proceso de paz
Un proceso de paz describe los esfuerzos de las partes interesadas en lograr una solución duradera a largos conflictos, como el proceso de paz de Irlanda del Norte (véase Acuerdo de Belfast), del País Vasco (véase Proceso de paz con ETA) Colombia contra las Farc en 2012 o en el conflicto israelí palestino.
El uso del término "proceso de paz" a menudo es criticado por ser usado en un contexto impropio a las situaciones dadas. Los críticos de izquierda como Noam Chomsky argumentan que la historia de participación estadounidense en Medio Oriente desacredita la idea de que pueda ocurrir un auténtico "proceso de paz". Osama bin Laden se ha referido al proceso israelí-palestino de paz como "un proceso de capitulación".
Términos similares usa Francisco José Alcaraz, expresidente de la AVT, para referirse a las supuestas conversaciones del PSOE con ETA. En este sentido la izquierda abertzale prefiere hablar de "proceso democrático", ya que, según su visión, el conflicto es únicamente de índole político.